# Paralympiska vinterspelen 2006 - Kälkhockey
Kälkhockey är en gren i Paralympiska vinterspelen 2006. 

## Gruppspel

### Grupp A
Norge 2 matcher 6 pts
Kanada 1 match 3 pts
Storbritannien 2 matcher 0 pts
Italien 1 match 0 pts
1. Kanada - Storbritannien (9-0) (11 mars)
2. Norge - Italien (12-0) (11 mars)
3. Norge - Storbritannien (6-0) (12 mars)
4. Italien - Kanada (0-12) (12 mars)
5. Storbritannien - Italien (2-1) (14 mars)
6. Kanada - Norge (1-4) (14 mars)

### Grupp B
Tyskland, 2 matcher 6 pts 
Japan, 1 match 3 pts
USA, 1 match 0 pts
Sverige, 2 matcher 0 pts
1. USA - Tyskland (1-2) (11 mars)
2. Sverige - Japan (1-5) (11 mars)
3. Tyskland - Sverige (4-0) (12 mars)
4. Japan - USA (0-3) (12 mars)
5. Japan - Tyskland (0-0) (14 mars)
6. Sverige - USA (1-6) (14 mars)

## Placeringsspel
- Storbritannien - Sverige (0-3) (15 mars)
- Japan - Italien (10-1) (15 mars)

## Semifinaler
- Norge - USA (4-2) (16 mars)
- Tyskland - Kanada (0-5) (16 mars)

## Placering 5-8
- Italien - Storbritannien (1-2) (17 mars), placering 7-8
- Japan - Sverige (2-1) (17 mars), placering 5-6

## Finaler
- Tyskland - USA (3-4) (18 mars), brons
- Norge - Kanada (0-3) (18 mars), guld